# Periscepsia flavisquamis
Periscepsia flavisquamis är en tvåvingeart som beskrevs av Robineau-desvoidy 1863. Periscepsia flavisquamis ingår i släktet Periscepsia och familjen parasitflugor.
Artens utbredningsområde är Frankrike. Inga underarter finns listade i Catalogue of Life.